# Вайссах
Вайссах (нім. Weissach) — громада в Німеччині, знаходиться в землі Баден-Вюртемберг. Підпорядковується адміністративному округу Штутгарт. Входить до складу району Беблінген.
Площа — 22,14 км2. Населення становить 7665 ос. (станом на 31 грудня 2020).